# 荀家
荀家（？—？），春秋时期晋国大夫。前573年，晋悼公即位，任命荀家、荀會、栾黡、韩无忌为公族大夫。晋悼公评价他“惇惠”。